# Gunnar Wejle
Carl Gunnar Wejle, född 13 januari 1902 på Skeppsholmen, Stockholm, död 1 juni 1977 i Vallentuna församling, var en svensk ämbetsman.
Gunnar Wejle var son till lektorn Carl Maurits Wejle och Dorotea Karolina Margarethe Wolff. Han avlade studentexamen i Stockholm 1919 och blev juris kandidat vid Stockholms högskola 1924. Wejle tjänstgjorde sedan i domsaga, vid Svea hovrätt och i Kammarrätten samt var 1930–1935 amanuens i Socialdepartementet. 1935–1944 var han knuten till Ecklesiastikdepartementet, till 1941 som föredragande i Regeringsrätten, därefter som tillförordnat kansliråd och chef för läroverksbyrån. Han fick 1944 karaktärsfullmakt som kansliråd i Kunglig Majestäts kansli. Från 1944 var Wejle byråchef i Skolöverstyrelsen och avdelningschef vid dess administrativa avdelning. Wejle, som dokumenterade stort intresse för den administrativa besvärsrätten och andra förvaltningsrättsliga spörsmål, fungerade från 1938 som redaktionssekreterare i Förvaltningsrättslig tidskrift, där han publicerade ett flertal artiklar. Han anlitades också ett flertal gånger som sekreterare hos sakkunnighetsutredningar och hade egna utredningsuppdrag inom Skolöverstyrelsens förvaltningsområde.